# サムシング・ニュー (ジャニーズWESTの曲)
「サムシング・ニュー」は、ジャニーズWESTの16作目のシングル。2021年5月5日にジャニーズ・エンタテイメントから発売。

## 概要
表題曲の「サムシング・ニュー」はあいみょん作詞作曲で、「ウエディングのバージンロード」をテーマに書き下ろされた。ジャニーズWESTの楽曲を手掛けるのは、2015年発売の3枚目のシングル『ズンドコ パラダイス』の収録曲「Time goes by」以来約6年ぶり。楽曲の提供と共に、あいみょんからはメンバーに手紙も送られた。
初回盤A・B、通常盤の3種類での発売となり、それぞれ収録曲・ジャケット写真ともに異なる。初回盤Aには、表題曲のMusic Clip & Making、SUPER BEAVERの柳沢亮太が手掛ける「僕らの理由」と当曲のLive Recordingに加え、「#Followme」を収録。初回盤Bには、「Don't Stop Loving」と「君のために歌わせて」に加え、表題曲を含め7曲を披露する約40分にもおよぶSPECIAL LIVEとその舞台裏に密着したDocumentaryを収録したDVDを付属。通常盤には、重岡大毅が作詞・作曲した「ムーンライト」、神山智洋が作詞・作曲した「Tomorrow」、そして「Automatic」のカップリング3曲を収録。
2021年3月25日に表題曲「サムシングニュー」のMVが公開された。街角や花屋のスタンドなどのセットで歌うメンバーの姿が一連撮りで撮影されている。

### 購入特典
3仕様同時予約すると、特典として「プロポーズ♡チェンジングジャケット（ソロVer.）7枚セットがつく。
- 初回盤A - チェンジングジャケット（ジャニーズWEST Ver.A）
- 初回盤B - チェンジングジャケット（ジャニーズWEST Ver.B）
- 通常盤 - チェンジングジャケット（ジャニーズWEST Ver.C）

### 仕様
- 3面6Pジャケット
  - 通常盤の初回プレスにのみ、「サムシング・ニュー Live Recording」を期間限定配信する特設サイトにアクセスできる視聴IDが封入される[11]。

## チャート成績
2021年5月11日発表のオリコン週間シングルランキングで21.8万枚を売り上げ、初登場1位となり、シングルで6作連続・通算11作目の首位獲得となった。また、売り上げについても前々作「証拠」、前作「週刊うまくいく曜日」に続き、3作連続で初週売上20万枚超えを記録した。

## 収録曲

### CD

#### 通常盤
1. サムシング・ニュー [4:07]
作詞・作曲：あいみょん、編曲：ha-j
2. ムーンライト [2:49]
作詞・作曲：重岡大毅、編曲：ha-j
3. Tomorrow [6:15]
作詞・作曲：神山智洋、編曲：akkin
4. Automatic [3:20]
作詞：JUN、作曲：Andy Love・dBoi!、編曲：dBoi!

#### 初回盤A
1. サムシング・ニュー
2. 僕らの理由 [4:42]
作詞・作曲・編曲：柳沢亮太
3. #Followme [4:17]
作詞：D & H、作曲：Joshua Leung・久保田真悟・栗原暁、編曲：AKIRA・Joshua Leung・久保田真悟
4. サムシング・ニュー（オリジナル・カラオケ）
5. 僕らの理由（オリジナル・カラオケ）
6. #Followme（オリジナル・カラオケ）

#### 初回盤B
1. サムシング・ニュー
2. Don't Stop Loving [3:41]
作詞：岡嶋かな多、作曲：Josef Melin、編曲：Josef Melin・久保田真悟
3. 君のために歌わせて [4:17]
作詞：ONIGASHIMA、作曲：Peter Nord・川口進、編曲：Peter Nord
4. サムシング・ニュー（オリジナル・カラオケ）
5. Don't Stop Loving（オリジナル・カラオケ）
6. 君のために歌わせて（オリジナル・カラオケ）

### DVD

#### 初回盤A
1. 「サムシング・ニュー」Music Clip & Making
2. 「僕らの理由」Live Recording

#### 初回盤B「SPECIAL LIVE」
1. Don't Stop Loving
2. クチウツシ
3. 想イ、フワリ
4. Paradise
5. Time goes by -Acoustic Version-
6. サムシング・ニュー
7. Documentary